# François Meynier
Pour les articles homonymes, voir Meynier.
François Meynier est né le 19 novembre 1822 à Jumilhac-le-Grand et est décédé le 12 février 1905 à Tarbes, à l'âge de 82 ans.
Il est le père du général Octave Meynier, du professeur et historien Albert Meynier et le grand-père du géographe André Meynier.
Lieutenant d'infanterie de marine, alors chef de poste de Gorée, il est chargé vers 1858 de l'administration du territoire de Dakar. Il prend sa retraite militaire en 1871 avec le grade de lieutenant-colonel.